# Guilherme (ur. 1988)
Guilherme, właśc. Guilherme Milhomem Gusmão (ur. 22 października 1988 w Imperatriz w stanie Maranhão) – brazylijski piłkarz grający na pozycji napastnika.

## Kariera piłkarska

### Kariera klubowa
Wychowanek klubu Real Salvador, skąd w 2003 przeszedł do Cruzeiro EC. Po kilku latach występów w juniorskiej drużynie, w 2007 roku zadebiutował w podstawowej jedenastce i z 10 bramkami został jednym z najlepszych strzelców klubu. W następnym sezonie Campeonato Brasileiro z 18 golami uplasował się w piątce najlepszych strzelców ligi.
Na początku 2009 roku za 5 milionów euro (plus Kléber) kupiony do Dynamo Kijów. Najpierw leczył kontuzję, którą otrzymał jeszcze w brazylijskim klubie, a debiutował dopiero 19 kwietnia 2009 w Krzywym Rogu w meczu przeciwko Krywbasu Krzywy Róg, zamieniając w 70 minucie Ismaëla Bangourę. W drugim swoim meczu 16 maja 2009 przeciwko Karpat Lwów wyszedł na boisko we Lwowie z pierwszych minut i strzelił hat-tricka.
W końcu sierpnia 2009 został wypożyczony na rok do CSKA Moskwa. Latem 2010 powrócił do Dynama. Nie potrafił przebić się do pierwszej drużyny Dynama i w marcu 2011 powrócił do Brazylii, podpisując kontrakt z Atlético Mineiro. W 2015 przeszedł do Antalyasporu, a w 2016 do Corinthians Paulista.

## Sukcesy i odznaczenia

### Sukcesy klubowe
- mistrz Campeonato Mineiro: 2008
- mistrz Ukrainy: 2009
- zdobywca Copa São Paulo de Juniores: 2007